# Acrapex syscia
Acrapex syscia is een vlinder van de familie van de uilen (Noctuidae). De wetenschappelijke naam van deze soort is voor het eerst voorgesteld door David Stephen Fletcher in een publicatie uit 1961.

## Verspreiding
De soort komt voor in Congo-Kinshasa en Oeganda.

## Waardplanten
De rups leeft op Imperata cylindrica (Poaceae).